# Darwinia citriodora
Espèce
Classification phylogénétique
Répartition géographique
Darwinia citriodora, connu sous les noms de lemon-scented darwinia ou de lemon scented myrtle en anglais, est une espèce de plantes à fleurs de la famille des Myrtaceae. C'est un arbuste au port érigé ou rampant qui est endémique au sud-ouest de l'Australie. Il pousse habituellement entre 0,2 et 1,5 mètre de hauteur, atteignant parfois 3 mètres, et produit des fleurs rouge, jaune ou vertes entre mai et décembre. Il pousse sur les formations granitiques et les sols latéritiques.
L'espèce a été utilisée comme porte-greffe dans des tentatives de cultiver des espèces de Verticordia.